# Tonadico
Tonadico (im lokalen Dialekt: Tonadìch) ist eine Fraktion der italienischen Gemeinde (comune) Primiero San Martino di Castrozza in der Provinz Trient, Region Trentino-Südtirol.

## Geografie
Der Ort liegt im Primör etwa 57 Kilometer ostnordöstlich von Trient auf einer Höhe von 750 m s.l.m. am Beginn des vom Torrente Canali durchflossenen gleichnamigen Tales.

## Geschichte

Ehemaliges Gemeindewappen

Tonadico war bis 2015 eine eigenständige Gemeinde und schloss sich am 1. Januar 2016 mit den Gemeinden Fiera di Primiero, Siror und Transacqua zur neuen Gemeinde Primiero San Martino di Castrozza zusammen. Zur Gemeinde Toandico gehörten die Fraktionen San Martino di Castrozza und Tessane. Die Nachbargemeinden waren Canale d’Agordo (BL), Falcade (BL), Fiera di Primiero, Gosaldo (BL), Moena, Predazzo, Sagron Mis, Siror, Taibon Agordino (BL), Transacqua und Voltago Agordino (BL). Die Gemeinde gehörte zur Comunità di Primiero und grenzte unmittelbar an die Provinz Belluno (Venetien).

## Tourismus
In der Villa Welsperg im Val Canali liegt der Sitz des Naturparks Parco Naturale Paneveggio – Pale di San Martino mit Lithothek (Mineraliensammlung), Xylothek (Holz- und Baumsammlung) und einem Herbarium für Sträucher (Fruticoteca).

## Verkehr
An Tonadico führt die Staatsstraße 347 del Passo Cereda e del Passo Duran von Fiera di Primiero nach Valle di Cadore vorbei, die bei Fiera di Primiero von der von Ponte nelle Alpi nach Predazzo führenden Strada Statale 50 del Grappa e del Passo Rolle abbiegt.

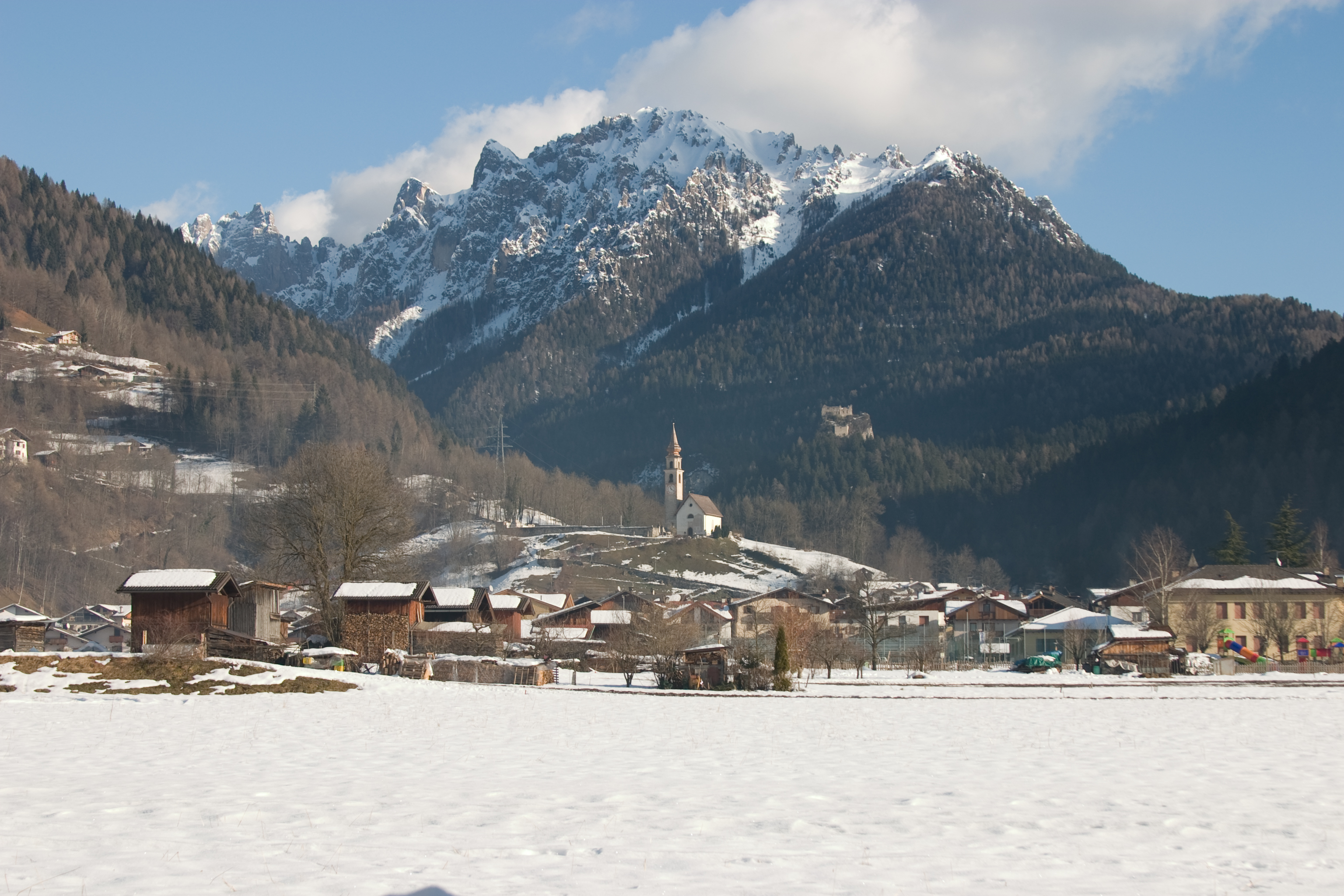
Tonadico am Eingang des Val Canali
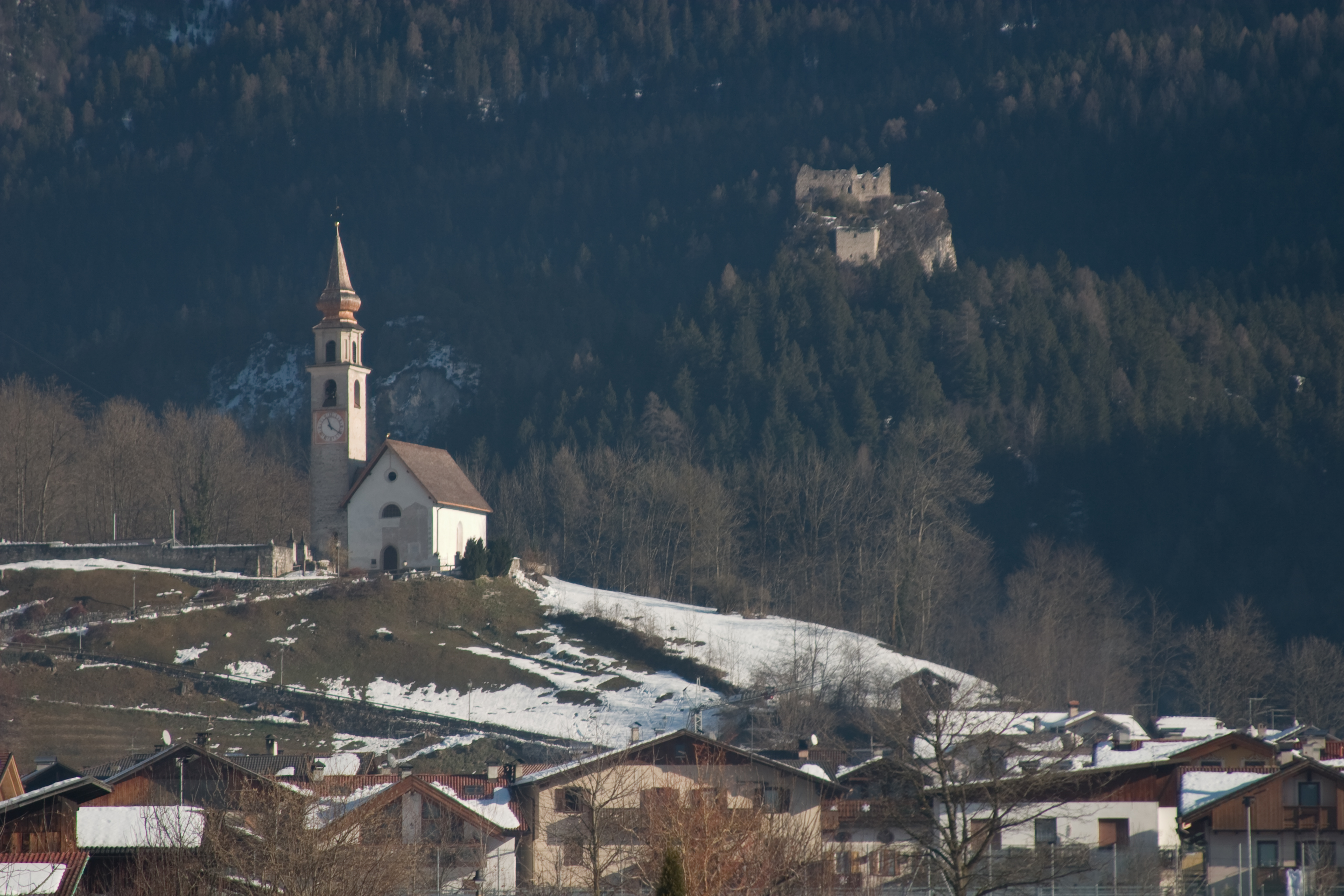
Pfarrkirche San Vittore mit Ruine von Castel Pietra
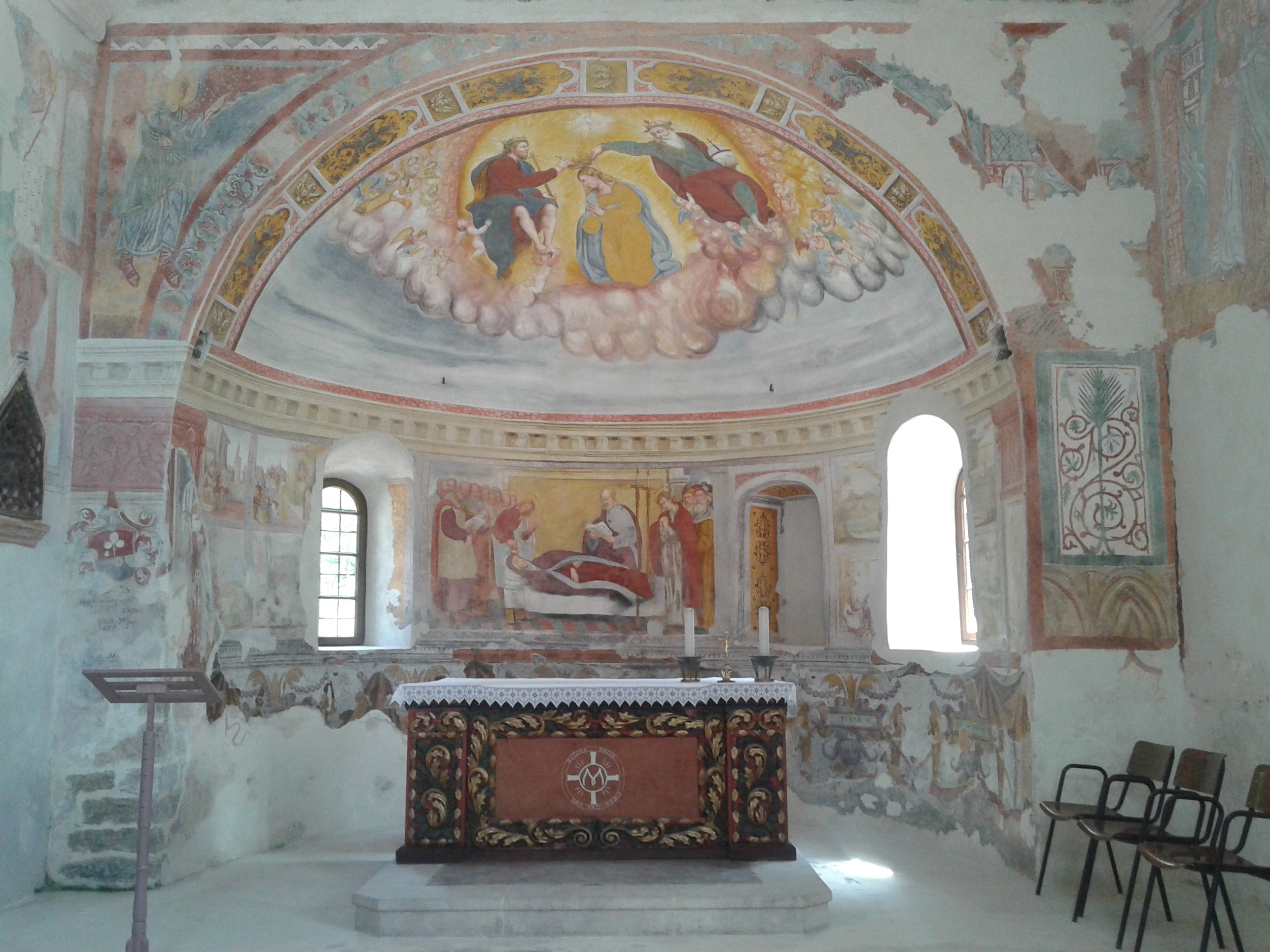
Presbyterium der Pfarrkirche San Vittore
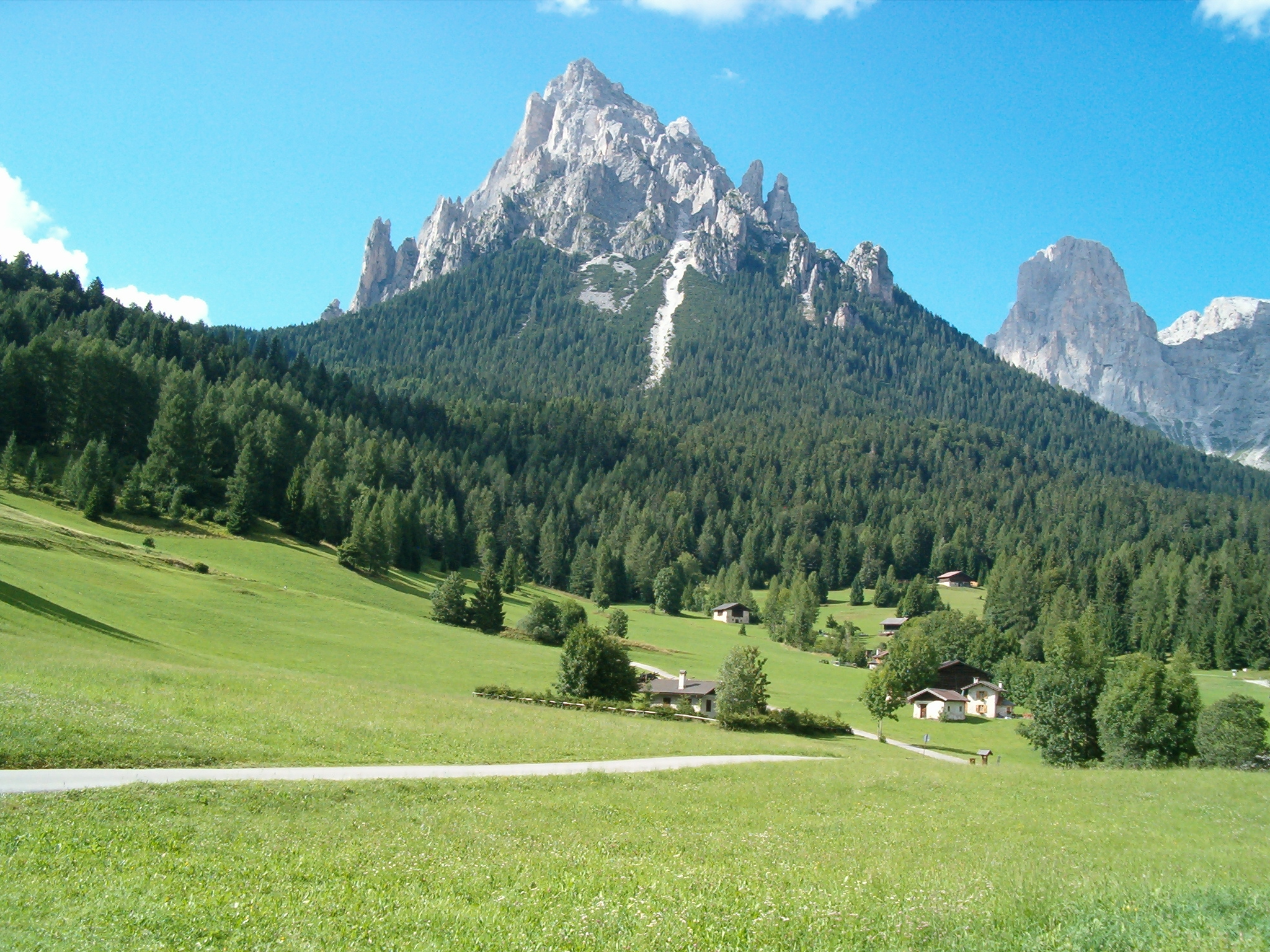
Val Canali